# Liparis dalessandroi
Liparis dalessandroi är en orkidéart som beskrevs av Dodson. Liparis dalessandroi ingår i släktet gulyxnen, och familjen orkidéer.
Artens utbredningsområde är Ecuador. Inga underarter finns listade i Catalogue of Life.